# فرودگاه ال پورتیلو
فرودگاه ال پورتیلو (به انگلیسی: El Portillo Airport) یک فرودگاه همگانی با کد یاتا EPS است که یک باند فرود آسفالت دارد و طول باند آن ۴۷۲ متر است. این فرودگاه در کشور جمهوری دومینیکن قرار دارد و در ارتفاع ۵ متری از سطح دریا واقع شده است.